# 仮装
仮装（かそう）とは、

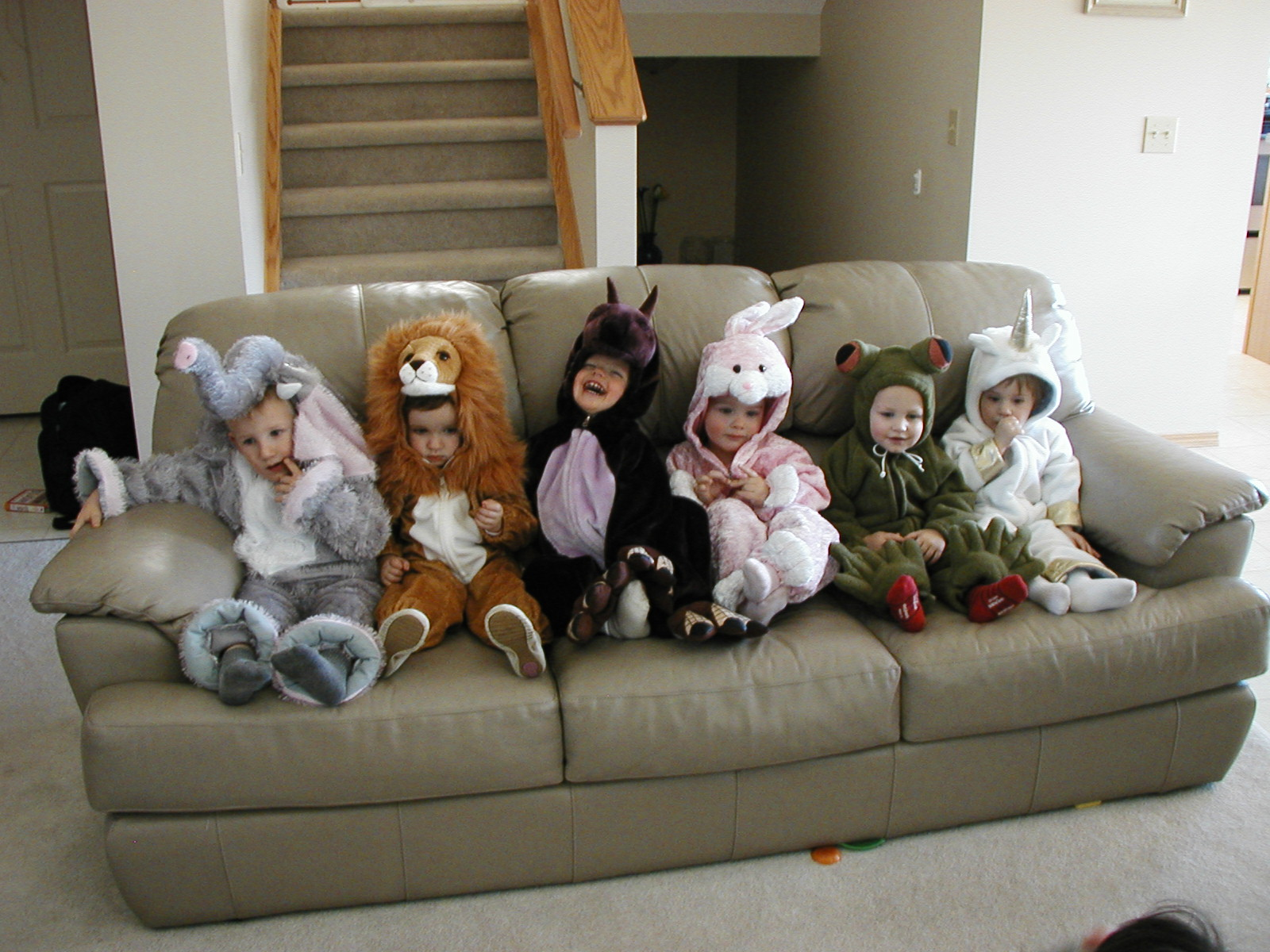
ハロウィーンで動物の衣装を着た子供

1. 仮に他のものの姿を真似て装うこと[1]。本項で詳述する。
2. あたかもある出来事が実際にあったかのように見せかけること。仮装売買など[1][2]。
3. 仮に装備して別物にすること[1]や偽装してある物として見せかけること。仮装空母や仮装巡洋艦[3]など。

## 概説
仮装は、着用者の本来の属性・立場とは異なる服装をするもの。日本語においては、自分の立場を秘匿し別人であることを装う変装とは一般に区別される。また扮装（ふんそう）とも言うが、これは主に演劇や舞台芸術などにおける衣裳を指す。仮装に用いられる衣服・装身具の一式を衣裳（衣装）やコスチューム等とも言う。近年ではゲームやアニメなどのキャラクターになりきるコスプレ文化も日本を始めとして広まっている。
仮装は個人的な楽しみのほか、祝祭（西洋のカーニバル、アメリカ合衆国のハロウィンなど）や、仮装舞踏会・仮面舞踏会、仮装パーティーで集団的に行なわれる。またさまざまな扮装した人々が仮装行列（パレード）を行なうこともある（時代祭等）。また、日本では江戸時代に流行した集団参詣や民衆踊りにも仮装を伴うものが多く見られた。またスポーツイベントでは、チームのマスコットキャラクターを模した衣装を着た人たちが、クラブやチームの団結を助けることもある。
また、リベリア内戦においては仮装する少年兵もいた。
仮装の題材には歴史上の人物、有名人、話題の人物、フィクション作品の人物・存在、または看護師や警察官のような特定の職業のユニフォーム、動物等が用いられる。マルディグラの衣装は通常ジェスターや他の空想のキャラクターである。一方、ハロウィンの衣装は亡霊や妖怪、吸血鬼のような超常的存在、大衆文化の象徴的人物、および天使などが挙げられる。クリスマスと復活祭の衣装は、サンタクロース（サンタ服を着て付け髭）とイースターバニーの動物着ぐるみである。宗教に関係ない休日では、衣装で様々なキャラクターを演じる。例えば、アメリカ独立記念日にはアンクル・サムの衣装を着る。
仮装を経験した大学生を相手に伊地知美知子（文教大学教育学部）がアンケート調査したところでは、仮装時の気分・態度は「楽しかった」「陽気になった」「活動的になった」などと表明する者が多かった。

## ギャラリー

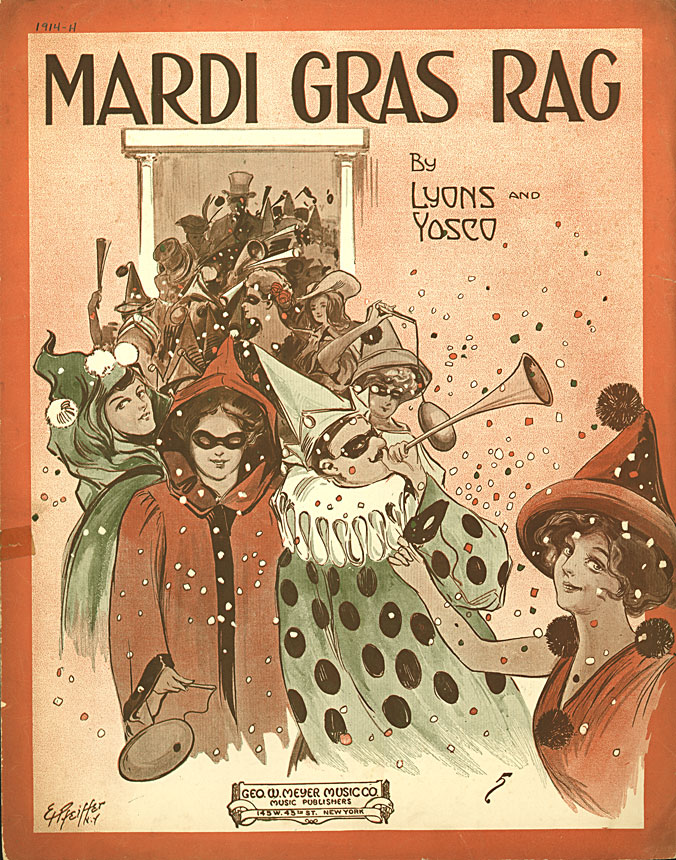
マルディグラの仮装（1914年）
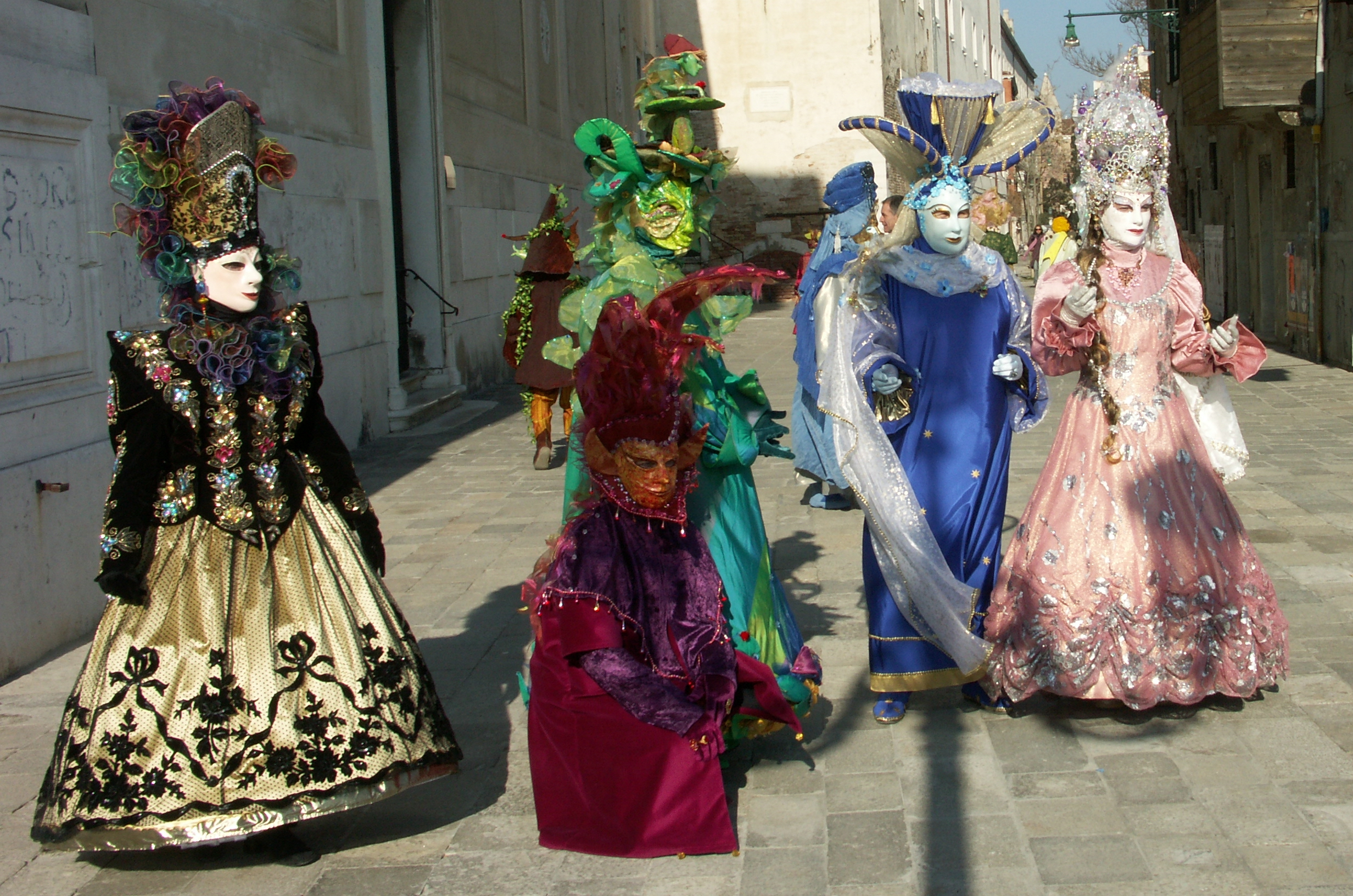
イタリア・ヴェネチアのカーニバルでの仮装
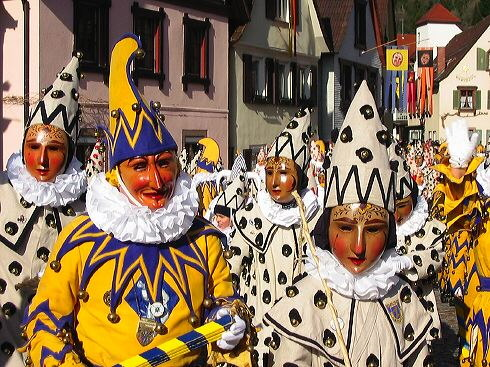
ドイツ・ヴォルファッハのカーニバルで、仮面をつけた人々
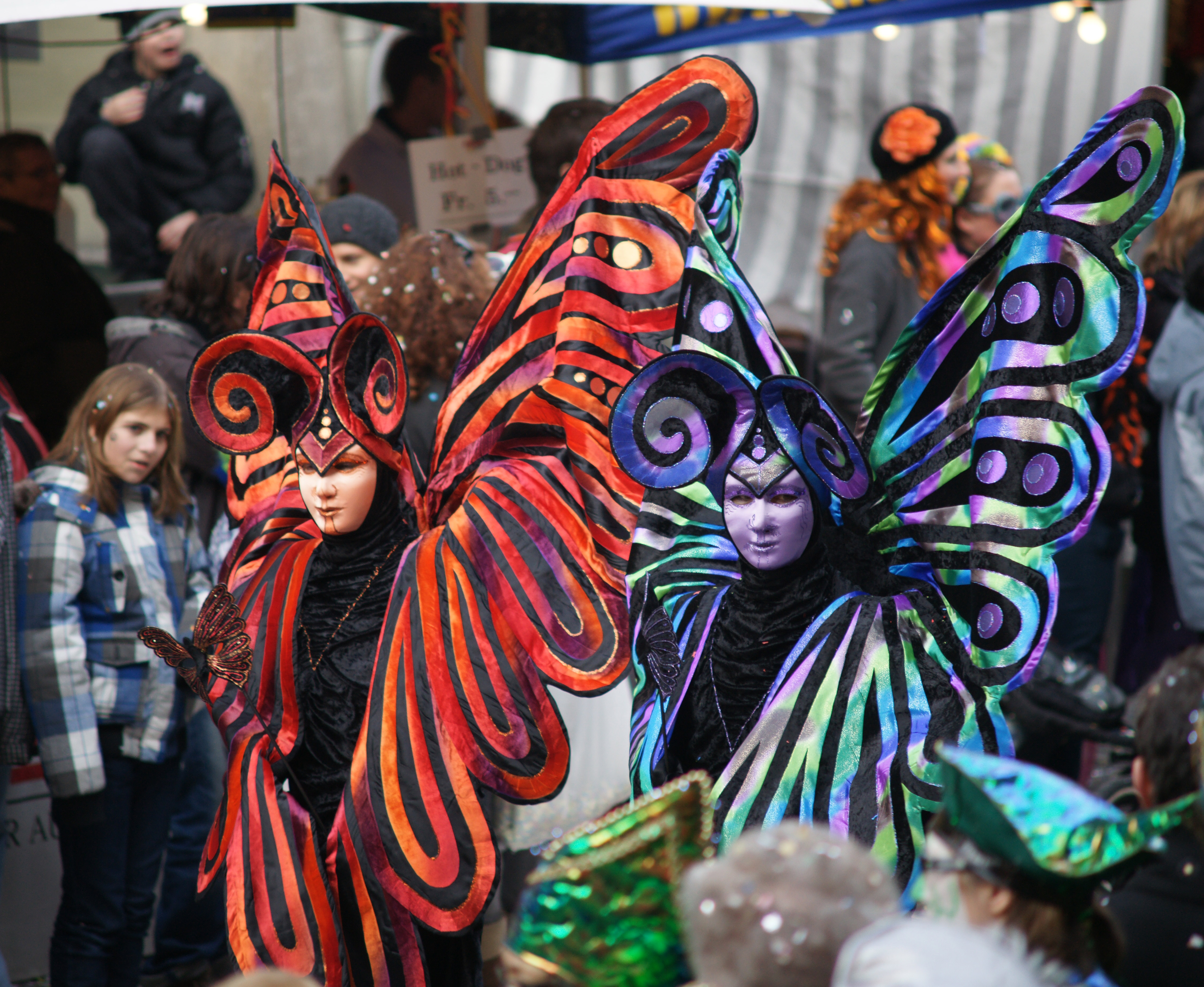
スイス・ベルンのベルン・ファスナハト（英語版）（ベルンのカーニバル）での仮装
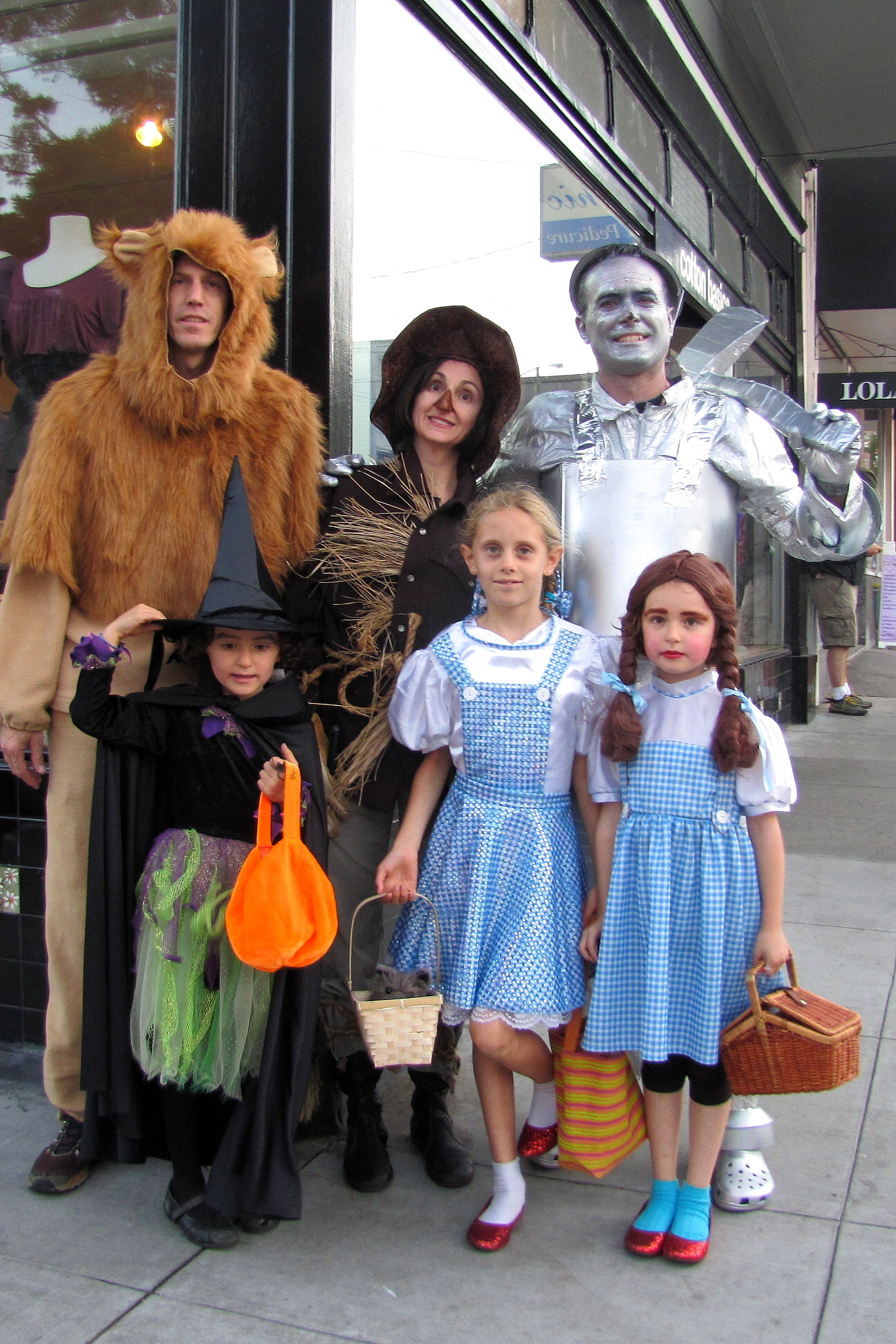
ハロウィンでのオズの魔法使いの仮装（米国・カリフォルニア）
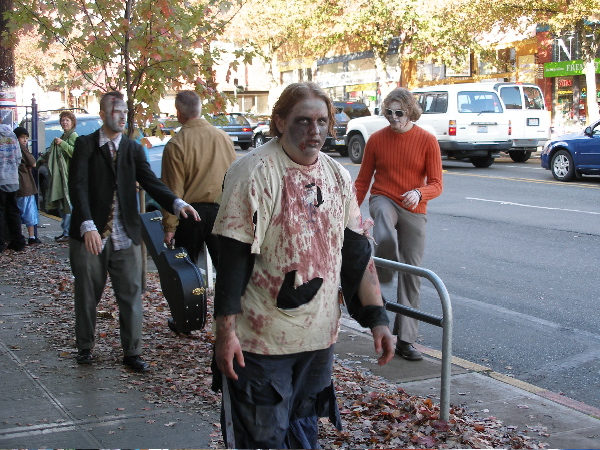
ハロウィンでのゾンビの仮装（米国）

## タブー

### 人種差別
人種差別を連想させるような仮装が激しい批難にさらされる場合、国がある。アメリカ合衆国の例では、1800年代以降に顔を黒く塗った白人が黒人役を演じるミンストレル・ショーが行われていた時期があり、人種差別的だと批判、評価されたことが21世紀の現在まで定着している。
2019年には、フロリダ州の州務長官が就任直後、15年前のパーティー時に顔を黒塗りをしていたことが発覚して辞任に追いやられたほか、同年にはバージニア州知事ラルフ・ノーサムが学生時代のアルバムに、顔を黒塗りの格好をして掲載されていることが発覚。後にマイケル・ジャクソンの仮装をしダンスコンテストに出場していたことを告白し、当時はありふれたものだったと釈明しつつも最終的には謝罪を行っている。全米黒人地位向上協会会長は「顔の黒塗りは常に人種差別であり、決して許されない」とのコメントを出している。

### ナチス
ドイツでは刑法でナチスのシンボルを掲示することが禁止されているなど、ヨーロッパを中心にナチス礼賛につながる行動はタブーとなっている。
2005年にはイギリスのヘンリー王子が友人の誕生日の仮装パーティーに、ナチスの制服姿で出席した姿がスクープされ批難の対象となった。また、2014年には韓国のPRITZが、2016年には日本の欅坂46が、ナチスの軍服風のコスチューム（シンボル等は入っていない）を着て批判されたことがある。

## 文献資料
参考文献
関連文献
- 徳田秋声『仮装人物』（青空文庫）